# Gertrude d'Hamage
Pour les articles homonymes, voir Sainte Gertrude.
Gertrude d'Hamage († 649), ou Gertrude de Cambrai, est la fondatrice et la première abbesse d'Hamage. Elle est l'épouse de Richomer, patrice de Burgondie, et probablement la mère de Bertrude, reine des Francs.
C'est une sainte des Églises catholique et orthodoxes, célébrée le 6 décembre.

## Biographie
Selon le Synopsis Franco Merovingicae, écrit à la fin du XIIe siècle par Andreas Silvius, moine de l'abbaye de Marchiennes, elle est fille de Theodebald, duc de Douai. Si l'existence de Theodebald et sa qualité de duc ne sont pas remises en cause car n'apportant aucune prétention généalogique, le qualificatif de « duc de Douai » est sérieusement mis en doute. 
Les prénoms de Theodebald, de Gertrude et Gerberge portée par une de ses filles indiquent une appartenance aux Agilolfings. Chronologiquement, Theodebald pourrait être un frère de Garibald, premier duc de Bavière.
Elle épouse Richomer, cité comme patrice de Burgondie en 607, et donne naissance à :
- un fils pour lequel l'historien Jacques Pycke propose le nom de Richomer[4], mais selon Settipani, ce second Richomer est le résultat d'une erreur ayant dédoublé un seul personnage[5] ;
- une fille, nommée Gerberge, mère de[2] :
  - Adalbald († 642), duc, marié à sainte Rictrude, abbesse de Marchiennes et père de Mauront, sainte Eusébie, Clodsinde et Adalsinde[notes 1],
  - Erchinoald († 658), maire du palais de Neustrie[notes 2] ;
- probablement une fille, Bertrude, mariée au roi Clotaire II et mère de Dagobert Ier, roi des Francs[6],[7].

Veuve, Gertrude se retire dans la vie religieuse et fonde l'abbaye d'Hamage sur les conseils de saint Amand. Elle meurt le 6 décembre 649 et son arrière-petite-fille sainte Eusébie (v. 636 † 16 mars 689) lui succède comme abbesse,. Ses reliques sont transférées à Marchiennes le 28 octobre 686 ou 691.